# Чемпіонат світу з трекових велоперегонів 2010
Чемпіонат світу з трекових велоперегонів 2010 проходив з 24 по 28 березня 2010 року в Копенгагені, Данія на  Ballerup Velodrome. Всього у змагання взяли участь 333 спортсмени з 36 країн, які розіграли 19 комплектів нагород — 10 у чоловіків та 9 у жінок. 

## Медалісти

### Чоловіки
| Дисципліна                         | Золото                                                                   | Срібло                                                                       | Бронза                                                                    |
| Спринт                             | Грегорі Боже                                                             | Шейн Перкінс                                                                 | Кевен Сіро                                                                |
| Гіт (1 км)                         | Тен Мюлдер (1:00.341)                                                    | Мікаель д'Алмейда (1:00.884)                                                 | Франсуа Перві (1:01.024)                                                  |
| Індивідуальна гонка переслідування | Тейлор Фінні (4:16.600)                                                  | Джессі Сарджент (4:18.459)                                                   | Джек Бобрідж (4:18.066)                                                   |
| Командна гонка переслідування      | Австралія Джек Бобрідж Роан Денніс Майкл Гепберн Камерон Меєр (3:55.654) | Велика Британія Стівен Берк Едвард Кленсі Бен Свіфт Ендрю Теннант (3:55.806) | Нова Зеландія Сем Б'юлі Вестлі Гаф Пітер Летам Джессі Сарджент (3:59.475) |
| Командний спринт                   | Німеччина Роберт Ферстеманн Максиміліан Леві Штефан Німке (43.433)       | Франція Грегорі Боже Мікаель Д'Алмейда Кевен Сіро (43.453)                   | Велика Британія Росс Едґар Кріс Гой Джейсон Кенні (43.590)                |
| Кейрін                             | Кріс Гой                                                                 | Азізуласні Аванг                                                             | Максиміліан Леві                                                          |
| Скретч                             | Алекс Расмуссен                                                          | Хуан Естебан Аранґо                                                          | Морі Кадзухіро                                                            |
| Гонка за очками                    | Камерон Меєр (70)                                                        | Петер Шеп (33)                                                               | Мілан Кадлец (27)                                                         |
| Медісон                            | Австралія Лі Ховард Камерон Меєр (16)                                    | Франція Морган Кнайскі Крістоф Ріблон (6)                                    | Бельгія Інгмар Де Поортере Стів Шетс (5)                                  |
| Омніум                             | Едвард Кленсі (24)                                                       | Лі Ховард (32)                                                               | Тейлор Фінні (33)                                                         |

### Жінки
| Дисципліна                         | Золото                                                      | Срібло                                                                     | Бронза                                                           |
| Спринт                             | Вікторія Пендлтон                                           | Гуо Шуан                                                                   | Сімона Крупекайте                                                |
| Гіт (500 м)                        | Анна Мірс (33.381)                                          | Сімона Крупекайте (33.462)                                                 | Ольга Панаріна (33.779)                                          |
| Індивідуальна гонка переслідування | Сара Гаммер (3:28.601)                                      | Венді Гувенаґел (3:32.496)                                                 | Вілія Серейкайте (3:32.085)                                      |
| Командна гонка переслідування      | Австралія Ешлі Анкудінов Сара Кент Жозефін Томік (3:21.748) | Велика Британія Ліззі Армітстед Венді Гувенаґел Джоанна Роуселл (3:22.287) | Нова Зеландія Рашлі Б'юкенен Лорен Елліс Елісон Шенкс (3:21.552) |
| Командний спринт                   | Австралія Каарле Маккалох Анна Мірс (32.923 WR)             | КНР Гун Цзіньцзє Лінь Цзюньхун (33.192)                                    | Литва Джінтаре Джайвеніте Сімона Крупекайте (33.109)             |
| Кейрін                             | Сімона Крупекайте                                           | Вікторія Пендлтон                                                          | Ольга Панаріна                                                   |
| Скретч                             | Паскаль Желон                                               | Юмарі Гонсалес                                                             | Белінда Ґосс                                                     |
| Гонка за очками                    | Тара Віттен (36)                                            | Лорен Елліс (33)                                                           | Тетяна Шаракова (33)                                             |
| Омніум                             | Тара Віттен (23)                                            | Ліззі Армітстед (29)                                                       | Лейре Олаберрія (30)                                             |

## Загальний медальний залік
| Місце  | Країна          | Золото | Срібло | Бронза | Загалом |
| ------ | --------------- | ------ | ------ | ------ | ------- |
| 1      | Австралія       | 6      | 2      | 2      | 10      |
| 2      | Велика Британія | 3      | 5      | 1      | 9       |
| 3      | Франція         | 2      | 3      | 2      | 7       |
| 4      | США             | 2      |        | 1      | 3       |
| 5      | Канада          | 2      |        |        | 2       |
| 6      | Литва           | 1      | 1      | 3      | 5       |
| 7      | Нідерланди      | 1      | 1      |        | 2       |
| 8      | Німеччина       | 1      |        | 1      | 2       |
| 9      | Данія           | 1      |        |        | 1       |
| 10     | Нова Зеландія   |        | 2      | 2      | 4       |
| 11     | КНР             |        | 2      |        | 2       |
| 12     | Колумбія        |        | 1      |        | 1       |
| 12     | Куба            |        | 1      |        | 1       |
| 12     | Малайзія        |        | 1      |        | 1       |
| 15     | Білорусь        |        |        | 3      | 3       |
| 16     | Бельгія         |        |        | 1      | 1       |
| 16     | Чехія           |        |        | 1      | 1       |
| 16     | Іспанія         |        |        | 1      | 1       |
| 16     | Японія          |        |        | 1      | 1       |
| Всього | Всього          | 19     | 19     | 19     | 57      |